# Keeps Gettin' Better
 (juin 2020).
Si vous disposez d'ouvrages ou d'articles de référence ou si vous connaissez des sites web de qualité traitant du thème abordé ici, merci de compléter l'article en donnant les références utiles à sa vérifiabilité et en les liant à la section « Notes et références ».
Singles de Christina Aguilera
Save Me from Myself Not Myself Tonight
Keeps Gettin' Better est une chanson electronique de la chanteuse américaine Christina Aguilera. Il s'agit du premier single de son Greatest Hits, Keeps Gettin' Better: A Decade of Hits. Le single atteint la 7e place du Billboard Hot 100 aux États-Unis.

## Composition
Keeps Gettin' Better (« De mieux en mieux ») est une musique Electropop, écrite par Aguilera et Linda Perry. Elle y parle de son côté « super bitch/angel » et que quand elle veut, elle fait bouger l'univers.

## Vidéo Clip
La vidéo est produite par Peter Berg. Aguilera, joue plusieurs scénarios dont le personnage de Catwoman.

## Classement dans les Charts
| Pays (2008)                                  | Position  |
| -------------------------------------------- | --------- |
| États-Unis - Billboard Hot 100               | 7         |
| États-Unis - Billboard Pop 100               | 11        |
| États-Unis - Billboard Hot Dance Club Play   | 7         |
| États-Unis - Billboard Hot Digital Songs     | 5         |
| États-Unis - Billboard ARC Weekly Top 40     | 10        |
| Venezuela - KYS FM Top 20 du Venezuela       | 6         |
| Australie - Australian ARIA Singles Chart    | 26        |
| Autriche - Austrian Singles Chart            | 15        |
| Belgique - Belgian Singles Chart             | 8         |
| Canada - Canadian Singles Chart              | 4         |
| Slovaquie - Dutch Top 40                     | 13        |
| Europe - Eurochart Hot 100 Singles           | 29        |
| Turquie - Turkiye Top 20                     | 2         |
| Corée du Sud - International Singles Chart   | 3         |
| Allemagne - German Singles Chart             | 14        |
| Irlande - Irish Singles Chart                | 14        |
| Japon - Oricon Singles Chart                 | 17        |
| Italie - Italian Singles Chart               | 12        |
| Nouvelle-Zélande - New Zealand Singles Chart | 36        |
| Suisse - Swiss Singles Chart                 | 21        |
| Royaume-Uni - UK Singles Chart               | 14        |
| - United World Chart                         | 14        |
| - Ventes (Singles & Airplay)                 | 2.031.000 |